# ان بردستریت
ان بردستریت (به انگلیسی: Anne Bradstreet) متولد ۱۶۱۲ و متوفی ۱۶۷۲، از زنان شاعر آمریکایی قرن هفده میلادی است.
وی دختر توماس دادلی، فرماندار ماساچوست بود.

## آثار

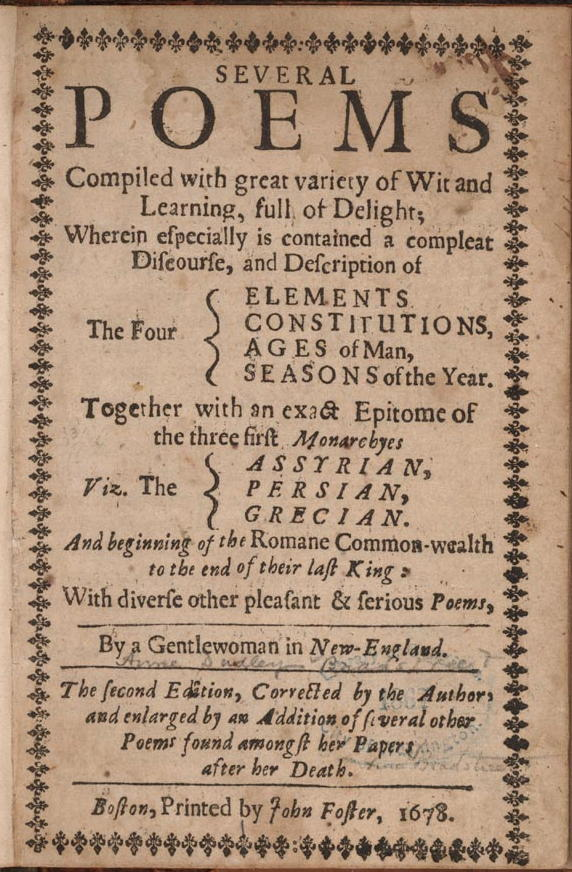
صفحه عنوان دومین ویرایش از اشعار بردستریت، ۱۶۷۸